# Carex neodigyna
Carex neodigyna är en halvgräsart som beskrevs av Pei Chun Qiong Li. Carex neodigyna ingår i släktet starrar, och familjen halvgräs. Inga underarter finns listade i Catalogue of Life.